# Kundar
Der Kundar ist ein rechter Nebenfluss des Gomal in Pakistan und entlang der Grenze zu Afghanistan.
Der Kundar entspringt 130 km nordöstlich von Quetta im Norden der pakistanischen Provinz Belutschistan. Der Fluss durchströmt eine bergige Wüstenlandschaft unweit der afghanischen Grenze. Er fließt anfangs in ostnordöstlicher Richtung, später in nordöstlicher Richtung durch ein Hochtal flankiert von Gebirgszügen. Nach etwa 130 km erreicht er die Grenze zu Afghanistan. Kurz davor mündet der Sande-Chwara linksseitig in den Kundar. Dieser bildet nun für die restlichen 70 km die Staatsgrenze zwischen Afghanistan im Westen und Pakistan im Osten.
Der Kundar besitzt eine Länge von ungefähr 200 km.
Ein Teil seines Wassers wird zur Bewässerung der umliegenden Agrarflächen genutzt.